# Ribarič
Ribarič [ríbarič] je priimek več znanih Slovenk in Slovencev:
- Cvetka Ribarič Lasnik (*1960), ekologinja, političarka, predavateljica
- Elvis Ribarič (*1972), nogometaš
- Irina Milisav Ribarič, profesorica ZF UL
- Lea Ribarič (1974–1994), alpska smučarka
- Marijan Ribarič (1932–2022), fizik, matematik, univerzitetni profesor, zaslužni član IJS
- Mateja Ribarič, kustosinja Šolskega muzeja
- Miha Ribarič (*1934), pravnik, politolog
- Miho Ribarič (1895–1976), profesor
- Neža Ribarič, eksperimentalna fizikčarka delcev, dvigovalka uteži
- Primož Ribarič, meteorolog, ekolog
- Samo Ribarič, medicinec patofiziolog, univerzitetni profesor MF
- Slobodan Ribarič
- Vera Ribarič, igralka hazene po 1. svetovni vojni
- Vladimir Ribarič (1928–2002), geofizik, seizmolog, univerzitetni profesor, poljudni publicist